# Вилијамстаун (Масачусетс)
Вилијамстаун (енгл. Williamstown) насељено је место без административног статуса у америчкој савезној држави Масачусетс.

## Демографија
По попису из 2010. године број становника је 4.325, што је 429 (-9,0%) становника мање него 2000. године.
| Група             | 2000.         | 2010.         |
| Белци             | 4.031 (84,8%) | 3.449 (79,7%) |
| Афроамериканци    | 182 (3,8%)    | 189 (4,4%)    |
| Азијати           | 228 (4,8%)    | 323 (7,5%)    |
| Хиспаноамериканци | 173 (3,6%)    | 231 (5,3%)    |
| Укупно            | 4.754         | 4.325         |